# Bruntridactylus tartarus
Bruntridactylus tartarus är en insektsart som först beskrevs av Henri Saussure 1874.  Bruntridactylus tartarus ingår i släktet Bruntridactylus och familjen Tridactylidae. Inga underarter finns listade i Catalogue of Life.